# Giftlaubfrösche
Die Gattung der Giftlaubfrösche (Trachycephalus; Synonym einiger Arten: Phrynohyas), auch Krötenlaubfrösche oder Panzerkopflaubfrösche genannt, ist innerhalb der Ordnung der Froschlurche (Anura) in der Familie der Laubfrösche i.w.S. (Hylidae) anzusiedeln.

## Merkmale
Es handelt sich um relativ große Laubfrösche (teilweise über 10 cm Kopf-Rumpf-Länge) mit auffallend dicker Haut, die von vielen Schleim- und Giftdrüsen durchsetzt ist und daher vergleichsweise „warzig“ wirken kann. Die Männchen verfügen über paarige Schallblasen, die hinter den Kieferwinkeln ansetzen. Giftlaubfrösche legen ihre Eier in wassergefüllte Baumlöcher (Phytotelmen) oder große Blätter ab.

## Verbreitung
Ihre Verbreitung erstreckt sich von Mexiko über Mittelamerika bis ins zentrale Südamerika, so im Flachland östlich der Anden bis in den Norden Argentiniens und das östliche Brasilien.

## Arten
Die Gattung umfasst 17 Arten.
Stand: 10. August 2022
- Trachycephalus atlas Bokermann, 1966
- Trachycephalus coriaceus (Peters, 1867)
- Trachycephalus cunauaru Gordo, Toledo, Suárez, Kawashita-Ribeiro, Ávila, Morais & Nunes, 2013
- Trachycephalus dibernardoi Kwet & Solé, 2008
- Trachycephalus hadroceps (Duellman & Hoogmoed, 1992)
- Trachycephalus helioi Nunes, Suárez, Gordo & Pombal, 2013
- Trachycephalus imitatrix (Miranda-Ribiero, 1926)
- Trachycephalus jordani (Stejneger & Test, 1891)
- Trachycephalus lepidus Pombal, Haddad & Cruz, 2003
- Trachycephalus macrotis (Andersson, 1945)
- Trachycephalus mambaiensis Cintra, Silva, Silva, Garcia & Zaher, 2009
- Trachycephalus mesophaeus (Hensel, 1867)
- Trachycephalus nigromaculatus Tschudi, 1838
- Trachycephalus quadrangulum (Boulenger, 1882)
- Trachycephalus resinifictrix (Goeldi, 1907) – Baumhöhlen-Krötenlaubfrosch
- Trachycephalus typhonius (Linnaeus, 1758) synonymisiert mit Trachycephalus venulosus (Laurenti, 1768) – Giftiger Krötenlaubfrosch
- Trachycephalus venezolanus (Mertens, 1950)